# 외목
바둑에서 외목(外目)은 바둑판의 가장 구석을 (1, 1)로 두었을 때 (3, 5) 또는 (5, 3)에 해당하는 곳이다.
아래의 그림에서 흑이 놓인 곳과 동그라미가 있는 곳이 외목이다.
|  |  |  |  |  |  |  |  |  |
|  |  |  |  |  |  |  |  |  |
|  |  |  |  |  |  |  |  |  |
|  |  |  |  |  |  |  |  |  |
|  |  |  |  |  |  |  |  |  |
|  |  |  |  |  |  |  |  |  |
|  |  |  |  |  |  |  |  |  |
|  |  |  |  |  |  |  |  |  |
|  |  |  |  |  |  |  |  |  |

. 
귀의 착점이지만 소목이나 삼삼과는 달리 변 및 중앙으로 발전하는 데 유리하다.